# Guápiles
Guápiles – miasto w Kostaryce, w prowincji Limón.